# 相生放送
相生放送(そうせいほうそう)は、2006年10月2日に開局した大韓民国のケーブル放送局である。 甑山島が運営する. 本社は大田広域市大徳区中里洞にある.

## 沿革
- 1998年7月国内衛星(KT)送出
- 2000年12月インターネット放送送出
- 2002年6月ワールドカップイベント支援(大田、論山、釜山など)
- 2002年11月、スタジオ、総合編集室など1次Digi-βSystem構築
- 2002年12月に大型公開ホール(2,800席規模)開館
- 2003年1月に試作
- 2003年6月2002韓日ワールドカップ1周年記念コンサート支援(大田広域市、TJB大田放送)
- 2005年10月放送チャンネル使用事業者(PP)登録
- 2006年1月仮想スタジオ、総合編集室など2次Digi-BetaSystem構築
- 2006年5月放送中継車(SD級)導入Digi-Beta 6Line
- 2006年10月、光州国際文化創造産業展に参加
- 2006年12月に試験放送
- 2007年3月STB相生放送本放送送出
- 2010年5月、韓国放送通信電波振興院製作支援選定
- 2010年5月 HD Camera, Non Linear Editing System などHD製作基盤の構築
- 2011年IPTV3社(KT、SK、LG)送出
- 2011年スカイライフ衛星放送送出
- 2012年に全国1,500万加入者を送出
- 2013年に全国1700万加入者を送出
- 2014年第2次HD装置構築